# Where Them Girls At
Where Them Girls At е песен на френския диджей Давид Гета, от албума му Nothing but the Beat. В песента участват и американските рапъри Ники Минаж и Фло Райда.

## Видео
Видеото към песента е пуснато на 27 юни 2011 г. във Фейсбук от David Guetta Turkiye и 28 юни 2011 г. по MTV и VEVO

## Дата на издаване
- Германия – 27 май 2011[3]
- САЩ – 6 май 2011[4]

## Позиции в музикалните класации
- Австрия (Ö3 Austria Top 40) – 3[5]
- Белгия (Ultratop 40 Wallonia) – 2[6]
- Великобритания (UK Singles Chart) – 3[7]
- Германия (Media Control AG) – 5[8]
- Дания (Tracklisten) – 9[9]
- Италия (FIMI) – 3[10]
- Полша (ZPAV) – 12[11]